# کتابخانه ملی لبنان
کتابخانه ملی لبنان (به انگلیسی: National Library of Lebanon) این کتابخانه در حکم کتابخانه عمومی نیز عمل می‌کند ولی کتاب به امانت نمی‌دهد. در سال ۱۹۲۲ زیر نظر وزارت آموزش و پرورش تأسیس شد. مجموعه اولیه آن را کتابهای شخصی Viscount philippe de tarazi در موزهٔ ملی تشکیل شد. در سال ۱۹۳۷ به ساختمان مجلس نقل مکان کرد. قانون واسپاری در ۱۹۴۱ به تصویب رسید و در ۱۹۵۹ تکمیل شد ولی کتابخانه هرگز نتوانست از آن استفاده کند. کتابخانه هرگز کتابدار متخصصی نداشته‌است و بدین جهت نتوانسته به اهداف خود نزدیک شود. حدود ۱۰۰۰۰۰ کتاب و ۲۰۰۰ نسخه خطی آن در جنگهای داخلی سوخت یا دزدیده شد. اکنون دارای صد و پنجاه هزار کتاب و ۲۵۰۰ نسخه خطی است و جزو کتابخانه‌های واسپاری اسناد و مدارک سازمان ملل است.